# 凤凰城站 (辽宁省)
凤凰城站位于辽宁省凤城市凤山街道，建于1907年。现隶属沈阳铁路局管辖，现为二等站，距沈阳站217公里，丹东站60公里。

## 车站设施
1/2站台：上行中兴-长虹-刘家河-本溪-沈阳-（北京）方向，下行一面山-五龙背-丹东-（新义州）方向。
3站台：上行二台子-鸡冠山-秋木庄乘降所-刘家河-本溪-沈阳-（北京）方向，下行大堡-灌水-（通灌线）通化，-（凤上线）宽甸-上河口方向。

## 周边
- 凤泽大市场
- 金凤凰大酒店
- 凤城市中心医院
- 凤城市中医院
- 凤凰桥
- 凤城市人民政府
- 丹东市文化艺术学校
- 丹东市中医药学校
- 凤城市广播电视大厦
- 凤城市第一中学

## 历史
- 1907年 - 凤凰城站建成启用。